# マウストラップ (兵器)

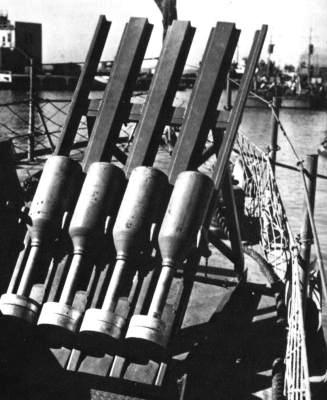
4条の発射軌条を備える「対潜投射器マーク20」

マウストラップ (ASWマーク20、および22)とは、主に第二次世界大戦中にアメリカ海軍と沿岸警備隊によって使用された対潜ロケット発射器である。
イギリス製の投射器であるヘッジホッグを代替するために1941年に開発開始された。ヘッジホッグは初の前方投射式対潜兵器だった。しかしこの兵器はスピゴット型式の発射方法をとっており、艦艇の甲板上で発射中、装填に相当な労力を要した。対してマウストラップはロケット推進方式だった。結果、マウストラップの7.2インチロケット用の4条または8条の軌条は、重量を抑え、装填がもっと容易なものになった。
ロケットの重量はそれぞれ29kgであり、重量15kgの弾頭にはトーペックス炸薬と衝撃起爆装置を装備した。これはヘッジホッグに類似している。
戦争終結時、100基以上のマウストラップ マーク22がアメリカ海軍艦艇に搭載されており、12隻の駆逐艦と駆潜艇には各3基が搭載された。通常、発射器は2セットとされた。

## 諸元
- 砲弾全重: 29kg
- 弾頭重量: 15kg
- 射程: およそ280m
- 発射速度: 3秒に1発（最大）
- 発射軌条数
  - マーク20: 4条
  - マーク22: 8条